# 勒凯内勒
勒凯内勒（法語：Le Quesnel，法語發音：[lə kenɛl]）是法国上法蘭西大區索姆省的一个市镇，属于蒙迪迪耶区。

## 地理
勒凯内勒（49°46'34"N, 2°37'29"E）面积11.38 平方千米，位于法国上法蘭西大區索姆省，该省份为法国北部沿海省份，北起加来海峡省和北部省，西接滨海塞纳省和大西洋英吉利海峡，南至瓦兹省，东临埃纳省。
与勒凯内勒接壤的市镇（或旧市镇、城区）包括：阿尔维莱尔、桑泰尔地区博库尔、桑泰尔地区博福尔、凯村、桑泰尔地区卡约、福利、弗雷努瓦昂绍塞、桑泰尔地区昂热斯特。
勒凯内勒的时区为UTC+01:00、UTC+02:00（夏令时）。

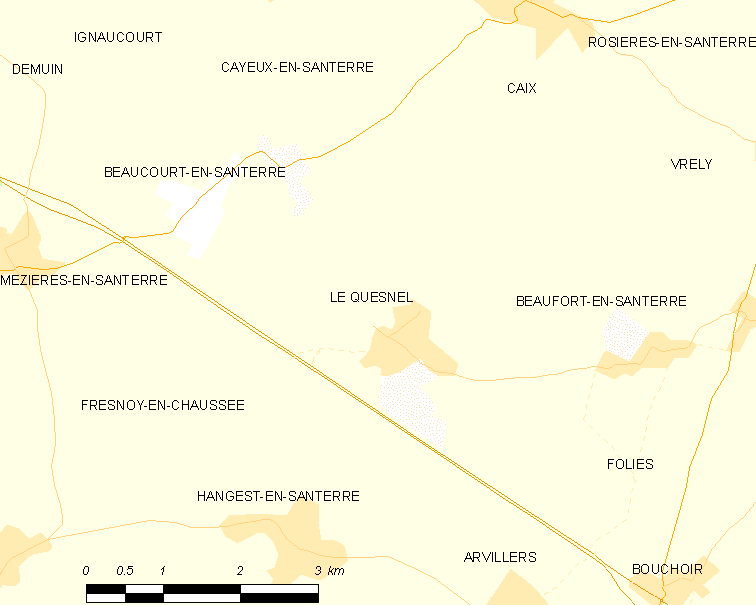
勒凯内勒的OSM定位图

## 行政
勒凯内勒的邮政编码为80118，INSEE市镇编码为80652。

## 政治
勒凯内勒所属的省级选区为莫勒伊县。

## 人口

1962-2008年间勒凯内勒人口变化图示

勒凯内勒于2022年1月1日时的人口数量为780人。